# Département de Choluteca
Pour les articles homonymes, voir Choluteca.
Le département de Choluteca (en espagnol : Departamento de Choluteca) est un des 18 départements du Honduras.
Le département est homonyme de la rivière Choluteca, qui le traverse, et de la ville de Choluteca, qui en constitue le chef-lieu.

## Histoire
Le département de Choluteca a été l'un des premiers créés, lors de la naissance du pays en 1825. Ses limites, par contre, ont largement varié au cours de l'histoire :
- en 1843, le district de Guascorán a été disjoint du département de Comayagua pour lui être intégré,
- de 1872 à 1874, une partie du département a été séparée pour former un département de La Victoria, réintégré dans le département de Choluteca après sa suppression,
- enfin, en 1893, une partie du département a été séparée pour former le département de Valle.

## Géographie

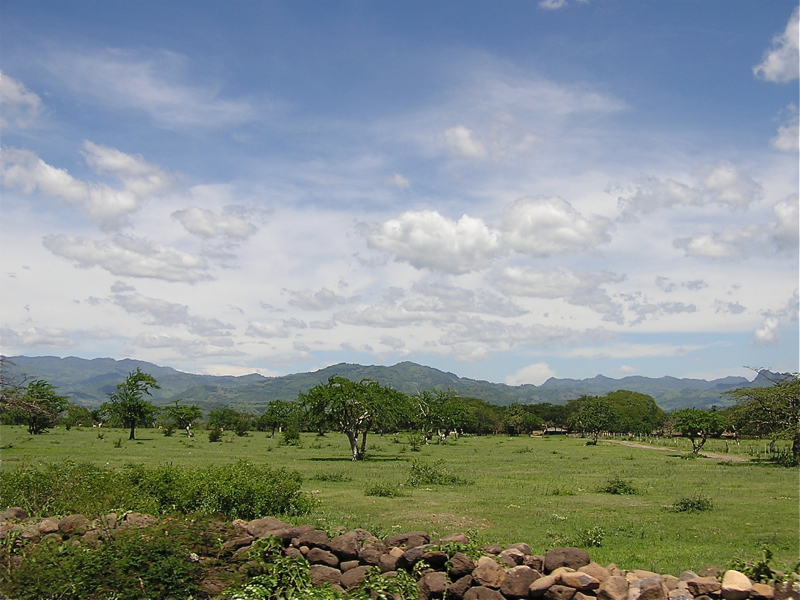
Département rural de Choluteca.

Le département de Choluteca est limitrophe :
- au nord, des départements de Francisco Morazán et d'El Paraíso ;
- à l'est et au sud, de la république du Nicaragua ;
- à l'ouest, du département de Valle.

Le département, qui est le plus méridional du pays, dispose en outre d'une façade maritime, à l'ouest, sur l'océan Pacifique, au-delà du golfe de Fonseca.
Sa superficie est de 4 211 km2.

## Démographie
La population était de 437 618 habitants au recensement de 2013, soit une densité de population de 104 hab./km2.

## Subdivisions
Le département de Choluteca groupe 16 municipalités :
- Apacilagua
- Choluteca
- Concepción de María
- Duyure
- El Corpus
- El Triunfo
- Marcovia
- Morolica
- Namasigüe
- Orocuina
- Pespire
- San Antonio de Flores
- San Isidro
- San José
- San Marcos de Colón
- Santa Ana de Yusguare